# Bátyai Éva
Bátyai Éva (Kiskunhalas, 1983. január 2. –) magyar színésznő.
A Barátok közt című sorozatban Sztojcsevics Mírát és Harmath Szonját alakította.

## Élete és pályafutása
16 évesen költözött Budapestre családjával. 2006-tól a Győri Nemzeti Színházban dolgozott.
2014. április 28-án hozta világra első kisfiát, Ákost, majd három és fél évvel később megszületett második gyermeke is, Benedek.
2020 februárjában férje, dr. Gyuricza Ákos is alkalmi szerepet kapott a Barátok köztben, mikor a sorozatnak szüksége volt egy állatorvosra egy jelenet forgatása miatt. A sorozat készítőinek eszébe jutott, hogy a Harmath Szonját alakító színésznő szerelme ezzel foglalkozik, és hamar ki is derült, hogy szívesen vállalná is az alkalmi beugrást.

## Színházi szerepek
- Erich Kästner: Emil és a detektívek – Kiskedd[2]
- Molnár Ferenc: Egy, kettő, három – Posner kisasszony, Petrovich kisasszony…[2]
- Jókai Mór: A kőszívű ember fiai – Liedenwall Edit
- Tersánszky Józsi Jenő: Kakuk Marci – Gizusszobalány
- Páskándi Géza: A királylány bajusza – ÁgacskaTörzsök király lánya
- Kocsis István: Az áldozat – Anna
- Móricz Zsigmond: Nem élhetek muzsikaszó nélkül – Biri

## Filmográfia
- Hotel Margaret - Anna (2022)
- Munkaügyek - Léna (2016)
- Barátok közt - Harmath Szonja (2018–2021), Sztojevics Míra (2006)
- Hacktion: Újratöltve – Kincses Szonja (1 epizód)
- Zsaruvér és Csigavér III.: A szerencse fia, (2008)